# Берлач Анатолій Іванович
Берлач Анатолій Іванович (нар. 17 січня 1965, с. Черче Камінь-Каширського району Волинської області) — український правознавець. Доктор юридичних наук (2002). З 2011 року професор кафедри адміністративного права Київського національного університету імені Тараса Шевченка. Заслужений юрист України (2009). Підполковник міліції. Член науково-консультативної Ради Верховного суду України. Член експертної ради з права ДАК МОН України.

## Біографічні відомості
У 1989 році закінчив Житомирський сільськогосподарський інститут. Працював заступником голови колгоспу Житомирського району. Від 1994 — в органах внутрішніх справ: оперуповноважений Державної служби боротьби з економічною злочинністю та Управління боротьби з організованою злочинністю УМВС України в Житомирській області. У 1999 році закінчив Національну академію внутрішніх справ України. Від 2002 — професор кафедри економічної безпеки там же.
Упродовж 2003—2008 рр. працював завідувачем кафедри адміністративного та фінансового права Університету «Україна».
З 2008-го по 2010-й — проректор з наукової роботи Одеського державного університету внутрішніх справ.
Починаючи з 2011 і по цей час — професор кафедри адміністративного права Київського національного університету імені Тараса Шевченка.
Напрями наукової діяльності: фінансове право, біржова справа, економічна безпека, оперативно-розшукова діяльність.

## Посібники та підручники
- Правові основи захисту банківської системи від злочинних посягань. К., 1998;
- Фінанси, грошовий обіг, кредит. К., 2000;
- Організаційно-правові основи біржової діяльності. К., 2000 (у співавторстві) ISBN 966-7558-85-1;
- Біржова справа: навчальний посібник. К., 2003;
- Адміністративне право України: навчальний посібник для дистанційного навчання. К., 2005 ISBN 966-7979-79-2;
- Фінансове право України: навчальний посібник. К., 2006 ISBN 966-388-021-X;
- Безпека бізнесу: навчальний посібник. К., 2007;
- Конфліктологія: навчальний посібник. К., 2007 (у співавторстві) ISBN 978-966-364-521-6;
- Банківське право України: навчальний посібник. К., 2007;
- Біржове право України. К., 2008;
- Кодекс адміністративного судочинства України: науково-практичний коментар. К., 2009 (у співавторстві);
- Профілактика злочинів на транспорті: навчальний посібник. Одеса, 2011 (у співавторстві)
- Судова, правоохоронна та правозахисна система України: Підручник. Одесса, 2012 (у співавторстві)

## Нагороди
- медаль Міністерства внутрішніх справ України «За бездоганну службу»;
- Почесна грамота Верховної Ради України «За заслуги перед українським народом».